# Yoka Berretty
Yoka Berretty, nata Johanna Ernestina Petrusa Meijeringh (Rotterdam, 8 maggio 1928 – Rijswijk, 28 novembre 2015), è stata un'attrice olandese, attiva al cinema e in televisione.

## Biografia
Iniziò la carriera cinematografica nel 1954 in Italia, dapprima nel film Angela diretto da Edoardo Anton e Dennis O'Keefe e quindi in altri tre film. Ha interpretato la moglie tedesca di Totò nel film La banda degli onesti di Camillo Mastrocinque. Dopo il 1956 rientrò nei Paesi Bassi dove continuerà ad apparire, fino alla fine degli anni Novanta, in film e serie televisive. L'ultima sua interpretazione sul piccolo schermo risale al 2000.

## Filmografia
- Angela di Edoardo Anton e Dennis O'Keefe (1954)
- Pane, amore e... di Dino Risi (1955)
- La banda degli onesti di Camillo Mastrocinque (1956)
- Occhi senza luce di Flavio Calzavara (1956)
- Fra due trincee (The Last Blitzkrieg) di Arthur Dreifuss (1959)